# Hilara bernmerzi
Hilara bernmerzi är en tvåvingeart som beskrevs av Chvala 2008. Hilara bernmerzi ingår i släktet Hilara och familjen dansflugor. Inga underarter finns listade i Catalogue of Life.